# Aragnouet
Aragnouet település Franciaországban, Hautes-Pyrénées megyében. Lakosainak száma 286 fő (2022. január 1.). Aragnouet Barèges, Cadeilhan-Trachère, Gavarnie-Gèdre, Luz-Saint-Sauveur, Saint-Lary-Soulan, Tramezaïgues, Vignec és Bielsa községekkel határos.

## Népesség
A település népességének változása:
| Lakosok száma | 242  | 246  | 249  | 248  | 249  | 249  | 249  | 250  | 286  |
|               | 2013 | 2015 | 2016 | 2017 | 2018 | 2019 | 2020 | 2021 | 2022 |